# Pelosia orientalis
Pelosia orientalis är en fjärilsart som beskrevs av Daniel 1954. Pelosia orientalis ingår i släktet Pelosia och familjen björnspinnare. Inga underarter finns listade i Catalogue of Life.